# 7. Reserve-Division (Deutsches Kaiserreich)
Die 7. Reserve-Division war ein Großverband der Preußischen Armee im Ersten Weltkrieg.

## Gliederung

### Kriegsgliederung bei Mobilmachung 1914
- 13. Reserve-Infanterie-Brigade
  - Reserve-Infanterie-Regiment Nr. 27
  - Reserve-Infanterie-Regiment Nr. 36
- 14. Reserve-Infanterie-Brigade
  - Reserve-Infanterie-Regiment Nr. 66
  - Reserve-Infanterie-Regiment Nr. 72
  - Reserve-Jäger-Bataillon Nr. 4
- Schweres Reserve-Reiter-Regiment Nr. 1
- Reserve-Feldartillerie-Regiment Nr. 7
- 4. Kompanie/Magdeburgisches Pionier-Bataillon Nr. 4

### Kriegsgliederung vom 26. Mai 1918
- 14. Reserve-Infanterie-Brigade
  - Reserve-Infanterie-Regiment Nr. 36
  - Reserve-Infanterie-Regiment Nr. 66
  - Reserve-Infanterie-Regiment Nr. 72
  - Maschinengewehr-Scharfschützen-Abteilung Nr. 71
  - 1. Eskadron/Reserve-Reiter-Regiment Nr. 1
- Artillerie-Kommandeur Nr. 95
  - Reserve-Feldartillerie-Regiment Nr. 7
  - Fußartillerie-Bataillon Nr. 52
- Pionier-Bataillon Nr. 307
- Divisions-Nachrichten-Kommandeur Nr. 407

## Gefechtskalender

### 1914
- 25. bis 27. August --- Schlacht bei Solesmes und Le Cateau
- 28. bis 30. August --- Kämpfe an der Somme
- 2. September --- Gefecht bei Creil
- 5. bis 9. September --- Schlacht am Ourcq
- ab 12. September --- Kämpfe an der Aisne

### 1915
- bis 9. September --- Kämpfe an der Aisne
- 27. September bis 9. Oktober --- Kämpfe an der Aisne
- 9. Oktober bis 3. November --- Herbstschlacht in der Champagne
- ab 4. November --- Stellungskämpfe in der Champagne

### 1916
- bis 22. Mai --- Stellungskämpfe in der Champagne
- 25. Mai bis 9. September --- Schlacht bei Verdun
- 9. bis 16. September --- Stellungskämpfe vor Verdun
- 18. September bis 18. Oktober --- Schlacht an der Somme
- 18. Oktober bis 6. Dezember --- Stellungskämpfe vor Verdun
- 6. bis 31. Dezember --- Stellungskämpfe in der Champagne
- ab 31. Dezember --- Reserve der OHL

### 1917
- bis 25. Januar --- Reserve der OHL
- 25. Januar bis 17. April --- Stellungskämpfe vor Verdun
- 20. April bis 27. Mai --- Doppelschlacht Aisne-Champagne
- ab 28. Mai --- Stellungskämpfe bei Reims

### 1918
- bis 15. März --- Stellungskämpfe bei Reims
- 15. bis 20. März --- Ruhezeit hinter der 18. Armee
- 21. März bis 6. April --- Große Schlacht in Frankreich
- 6. April bis 29. Juni --- Stellungskämpfe bei Reims
- 29. Juni bis 14. Juli --- Stellungskämpfe in der Champagne
- 15. bis 17. Juli --- Angriffsschlacht an der Marne und in der Champagne
- 18. Juli bis 11. August --- Stellungskämpfe in der Champagne
- 11. bis 13. August --- Stellungskämpfe bei Reims
- 13. bis 21. August --- Stellungskämpfe an der Vesle
- 21. August bis 4. September --- Abwehrschlacht zwischen Oise und Aisne
- 5. bis 13. September --- Kämpfe vor der Siegfriedfront
- 13. bis 25. September --- Stellungskämpfe in der Champagne
- 26. September bis 11. November --- Abwehrschlacht in der Champagne und an der Maas
- ab 12. November --- Räumung des besetzten Gebietes und Marsch in die Heimat

## Kommandeure
| Dienstgrad      | Name                        | Datum                           |
| --------------- | --------------------------- | ------------------------------- |
| Generalleutnant | Bogislav von Schwerin       | 2. August 1914 bis 13. Mai 1918 |
| Generalmajor    | Hugo Karl August Bacmeister | 14. Mai bis 26. Juni 1918       |
| Generalmajor    | Wilhelm Ribbentrop          | 27. Juni bis 27. November 1918  |